# Herz-Mariä-Kirche (Krakau-Nowy Świat)
Die Herz-Mariä-Kirche (polnisch Kościół Niepokalanego Serca Najświętszej Maryi Panny )  in Krakau ist eine katholische Kirche im Stil der Neugotik an der ul. Smoleńsk 6 im Stadtteil Nowy Świat.

## Geschichte
Die Kirche wurde in den Jahren 1882 bis 1884 für die Schwestern vom hl. Felix von Cantalice von Feliks Księżarski gebaut, die nach dem Januaraufstand Kongresspolen verlassen mussten. In der Kirche wurde die Ordensgründerin, die selige Maria Angela Truszkowska, bestattet. Im Klostergebäude war eine Studentenküche untergebracht. Auf dem Klostergelände befindet sich unter anderem die Krakauer Philharmonie.

## Weblinks

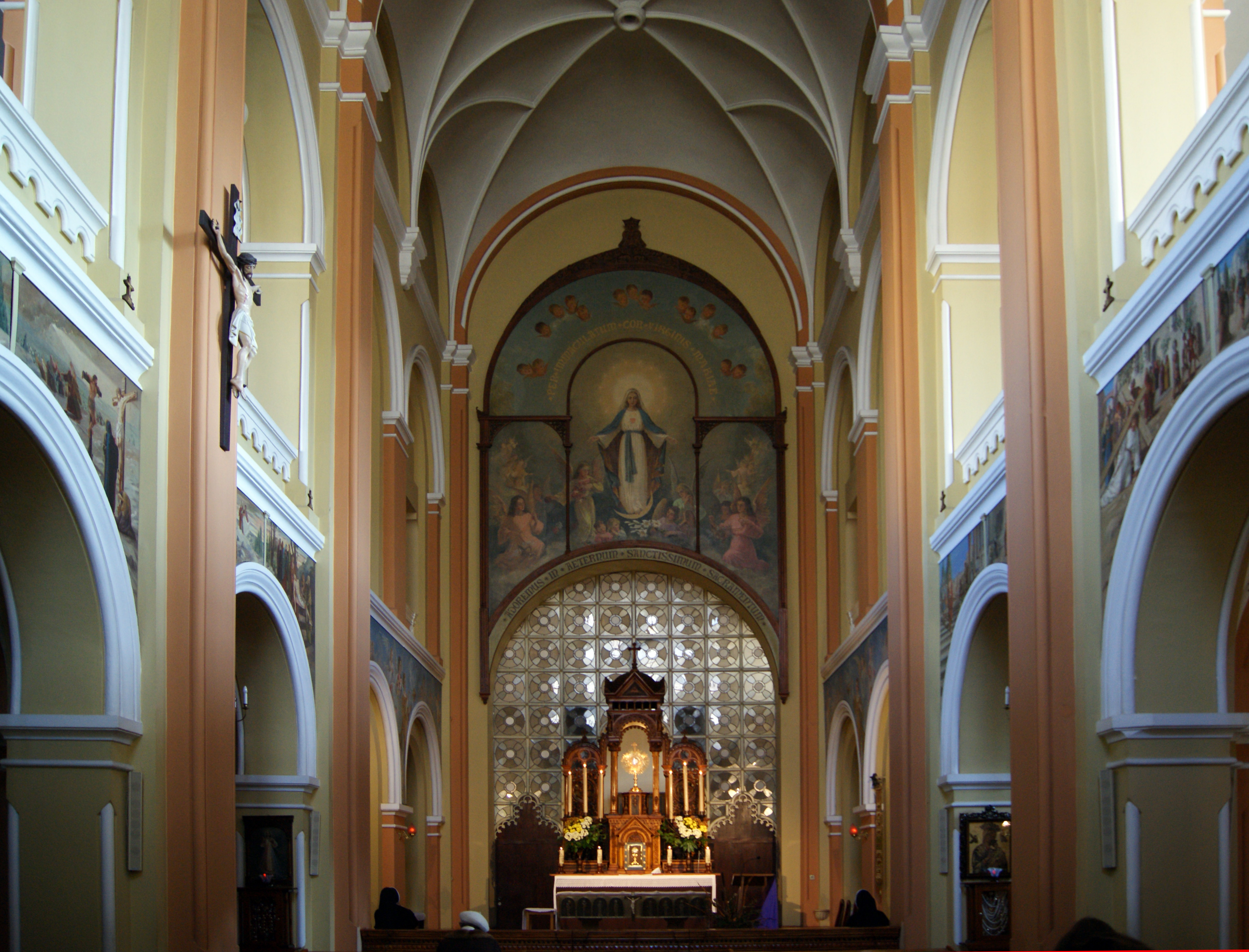
Innenraum